# Sfragistika
Sfragístika ali pečatoslovje (iz grškega korena sphragis, pečat) je pomožna zgodovinska veda, ki preučuje pečate, še posebej tiste na listinah.
Za glavnega slovenskega strokovnjaka na tem področju velja dr. Božo Otorepec (1924–2008).
Sfragistika preučuje fizično stanje pečatov, iz česar lahko sodi o času postavitve ali odstranitve pečata. Poleg tega je zanimiv tudi umetnostno-zgodovinski vidik razvoja pečatov, saj lahko iz njega sklepamo na tedanja oblačila, orožje in morda tudi na zgodovino mesta.
Kjer se sfragistika dotika grbov in vladarskih simbolov, se prepleta z drugo pomožno zgodovinsko vedo, heraldiko.